# Легенда о любви (балет)
«Легенда о любви» — балет Арифа Меликова в трёх действиях, семи картинах, на либретто Назыма Хикмета по мотивам его драмы «Ферхад и Ширин».
Премьера состоялась 23 марта 1961 года в Ленинградском театре оперы и балета имени С. М. Кирова.

## История создания
Либретто балета «Легенда о любви» турецкий поэт и драматург Назым Хикмет создал на основе собственной драмы «Ферхад и Ширин», которая, в свою очередь, основывалась на поэме классика азербайджанской поэзии Низами Гянджеви «Хосров и Ширин». В 1958 году молодой азербайджанский композитор Ариф Меликов приступил к работе над балетом, которая продолжалась два года.
Как вспоминал позже композитор:

«Написав балет, я тут же сел в самолёт, прилетел в Ленинград в Мариинский театр и показал музыку. Меня сразу же хорошо приняли, заключили со мной договор. И вот в 1961 году состоялась премьера „Легенды о любви“. Это была феерическая премьера»— Ариф Меликов

## Действующие лица
- Мехменэ Бану, царица
- Ширин, её сестра
- Ферхад, придворный художник
- Визирь
- Незнакомец
- Друзья Ферхада
- Подруги Ширин
- Придворные танцовщицы
- Шут
- Придворные, офицеры и солдаты дворцовой стражи, народ, плакальщицы, видения Ферхада и Мехменэ Бану

## Сценическая жизнь постановкиЮрия Григоровича

### Ленинградский театр оперы и балета имени С. М. Кирова
Премьера прошла 23 марта 1961 года

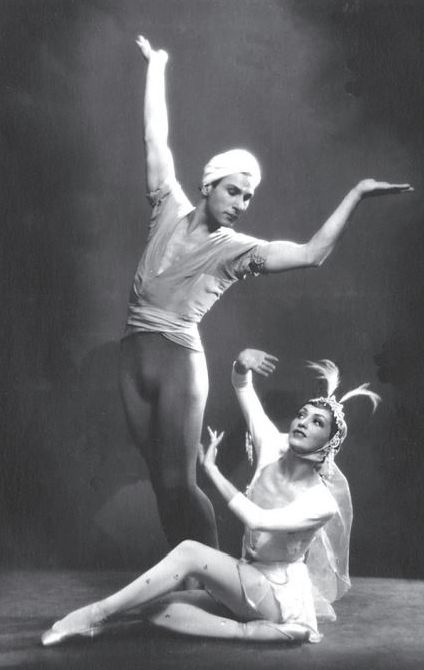
Эмма Минчёнок (Ширин), Борис Брегвадзе (Ферхад). Балет «Легенда о любви», Театр оперы и балета имени Кирова, 1960-е годы

Балетмейстер-постановщик Юрий Григорович, художник-постановщик Симон Вирсаладзе, дирижёр-постановщик Ниязи
Действующие лица
- Мехменэ Бану — Ольга Моисеева[3] (или Инна Зубковская[4]), (затем Алла Осипенко, Алла Шелест), Ольга Ченчикова (1980).
- Ширин — Ирина Колпакова, (затем Эмма Минчёнок, Марина Кондратьева, Елена Евтеева, Нинель Кургапкина, Татьяна Терехова)
- Ферхад — Александр Грибов, (затем Игорь Уксусников, Борис Брегвадзе, Юрий Соловьёв, Евгений Щербаков)
- Визирь — Анатолий Гридин
- Незнакомец — Анатолий Сапогов

Возобновление в 1993 году
Действующие лица
- Мехменэ Бану — Юлия Махалина
- Ширин — Вероника Иванова
- Ферхад — Александр Курков

### Новосибирский театр оперы и балета
Премьера прошла 21 декабря 1961 года
Балетмейстер-постановщик Юрий Григорович, художник-постановщик Симон Вирсаладзе, дирижёр-постановщик И. Чуднов
Действующие лица
- Мехменэ Бану — Татьяна Зимина, (затем Флора Кайдани)
- Ширин — Лидия Крупенина, (затем Флора Кайдани)
- Ферхад — Никита Долгушин
- Визирь — Геннадий Рыхлов

### Азербайджанский театр оперы и балета имени М. Ф. Ахундова
Премьера в 1962 году
Балетмейстер-постановщик Юрий Григорович, художник-постановщик Симон Вирсаладзе, дирижёр-постановщик Ниязи
Действующие лица
- Мехменэ Бану — Раиса Измайлова
- Ширин — Лейла Векилова
- Ферхад — Максуд Мамедов
- Визирь — Константин Баташов

### Национальный театр (Прага)
Премьера прошла 28 июня 1963 года
Балетмейстер-постановщик Юрий Григорович, художник-постановщик Симон Вирсаладзе, дирижёр-постановщик А. Розен
Действующие лица
- Мехменэ Бану — Ольга Скалова
- Ширин — Марта Дроттнерова
- Ферхад — Мирослав Кура

### Большой театр
Премьера прошла 30 марта 1965 года
Балетмейстер-постановщик Юрий Григорович, художник-постановщик Симон Вирсаладзе, дирижёр-постановщик Александр Копылов
Действующие лица
- Мехменэ Бану — Майя Плисецкая, (затем Светлана Адырхаева, Нина Тимофеева, Татьяна Голикова, Марина Леонова, Алла Артюшкина-Ханиашвили, Мария Былова, Нина Семизорова, Надежда Грачёва, Мария Аллаш)
- Ширин — Наталия Бессмертнова, (затем Марина Кондратьева, Ирина Прокофьева, Людмила Семеняка, Надежда Павлова, Наталья Архипова, Ирина Пяткина, Алла Михальченко, Элина Пальшина, Анна Антоничева, Марианна Рыжкина, Елена Андриенко)
- Ферхад — Марис Лиепа, (затем Владимир Тихонов, Михаил Лавровский, Александр Богатырёв, Вячеслав Гордеев, Андрей Кондратов, Юрий Васюченко, Александр Ветров, Ирек Мухамедов, Юрий Клевцов, Дмитрий Белоголовцев, Илья Рыжаков, Николай Цискаридзе)
- Визирь — Александр Лавренюк, (затем Владимир Левашёв, Герман Ситников, Сергей Радченко, Юрий Папко, Виктор Барыкин, Гедиминас Таранда, Андрей Шахин, Алексей Поповченко, Владимир Моисеев, Марк Перетокин)
- Незнакомец — Анатолий Симачёв, (затем Юрий Ветров)
- Шут — Эсфандьяр Кашани (затем Г. Т. Бовт, Евгений Зернов, Владимир Абросимов, Андрей Буравцев, Марк Перетокин).

Спектакль прошёл 130 раз, последнее представление 2 декабря 1998 года
Возобновление 24 апреля 2002 года
Дирижёр-постановщик Павел Сорокин
Действующие лица
- Мехменэ Бану — Надежда Грачёва, (затем Мария Аллаш, Мария Александрова, Екатерина Шипулина)
- Ширин — Анна Антоничева, (затем Марианна Рыжкина, Нина Капцова)
- Ферхад — Николай Цискаридзе, (затем Дмитрий Белоголовцев, Александр Волчков, Руслан Скворцов, Егор Хромушин)
- Визирь — Марк Перетокин, (затем Ринат Арифулин, Виталий Биктимиров)
- Незнакомец — Алексей Лопаревич, (затем Владимир Моисеев, Георгий Гераскин)
- Шут — Геннадий Янин, (затем Морихиро Ивата, Сергей Доренский, Дмитрий Загребин)

Капитальное возобновление 23 октября 2014 года
Дирижёр-постановщик Павел Сорокин
Действующие лица
- Мехменэ Бану — Светлана Захарова, (затем Мария Аллаш, Мария Александрова, Екатерина Шипулина, Екатерина Крысанова), Юлия Степанова
- Ширин — Анна Никулина, (затем Марианна Рыжкина, Нина Капцова, Мария Виноградова), Евгения Образцова,Ольга Смирнова, Анастасия Сташкевич
- Ферхад — Денис Родькин, (затем Александр Волчков, Владислав Лантратов, Михаил Лобухин, Артем Овчаренко, Игорь Цвирко)
- Визирь — Виталий Биктимиров, (затем Юрий Баранов, Александр Водопетов, Денис Савин)
- Незнакомец — Евгений Головин, (затем Иван Алексеев, Антон Савичев)
- Шут — Игорь Цвирко, (затем Георгий Гусев, Александр Смольянинов)

### Постановки в других театрах
1963 — Словацкий национальный театр, балетмейстеры Юрий Григорович и Йозеф Зайко
1997 — Екатеринбургский театр оперы и балета, балетмейстер-постановщик Юрий Григорович, художник-постановщик Симон Вирсаладзе, дирижёр-постановщик Владислав Лягас
Действующие лица
- Мехменэ Бану — Зарема Уридина
- Ширин — Наталья Гордиенко
- Ферхад — Юрий Веденеев
- Визирь — Сергей Баранников

4 марта 2000 — Оперный театр Стамбула (Турция), балетмейстер-постановщик Юрий Григорович, художник-постановщик Симон Вирсаладзе, дирижёр-постановщик Э. Багиров
Действующие лица
- Мехменэ Бану — Х. Аксулар
- Ширин — Элина Пальшина
- Ферхад — Юрий Клевцов
- Визирь — О. Керестечи

2006 — Краснодарский театр балета, балетмейстер-постановщик Юрий Григорович, художник-постановщик Симон Вирсаладзе, дирижёр-постановщик Александр Лавренюк
Действующие лица
- Мехменэ Бану — Александра Сивцова
- Ширин — Мария Жук
- Ферхад — Денис Владимиров
- Визирь — Сергей Баранников

15 марта 2007 — Казахский театр театр оперы и балета имени Абая
Действующие лица
- Мехменэ Бану — Найля Кребаева
- Ширин — Куралай Саркытбаева
- Ферхад — Александр Волчков
- Визирь — Дмитрий Сушков

## Постановки других балетмейстеров
- 1963 — Казахский театр театр оперы и балета имени Абая, балетмейстер-постановщик Д. Т. Абиров
- 15 декабря 1963 — Львовский театр оперы и балета, балетмейстер-постановщик Михаил Заславский, художник-постановщик А. В. Сальман, дирижёр С. М. Арбит; новая редакция — 30 декабря 1971, балетмейстер-постановщик Михаил Заславский, художник-постановщик Е. Н. Лысик, дирижёр С. М. Арбит
- 1964 — Театр «Ванемуйне», балетмейстер-постановщик И. А. Урбель
- 1965 — Немецкий национальный театр в Веймаре, балетмейстер-постановщик Р. Вольф
- 1966 — Бурятский театр оперы и балета, балетмейстер-постановщик Алла Батубаева, Мехменэ Бану — Лариса Сахьянова, Ферхад — Пётр Абашеев
- 1966 — Дрезден Штаатсопер, балетмейстер-постановщик В. Мюллер
- 1966 — Театр в Гёрлице (Германия), балетмейстеры-постановщики Х. Кречман и Ф. Хаммер
- 1967 — Татарский государственный театр оперы и балета им. М. Джалиля, балетмейстер-постановщик Б. К. Завьялов
- 1967 — Пермский театр оперы и балета, балетмейстер-постановщик Б. К. Завьялов
- 1967 — Киевский театр оперы и балета, балетмейстер-постановщик Анатолий Шекера, Мехменэ Бану — Валентина Калиновская; новая редакция — 1992; возобновление — 14 мая 2010, балетмейстер-постановщик Элеонора Стебляк, художник-постановщик Тадей Риндзак, художник по костюмам Оксана Зинченко, дирижёр Алексей Баклан, Мехменэ Бану — Елена Филипьева, Ширин — Татьяна Голякова, Ферхад — Максим Чепик, Визирь — Игорь Булычов
- 1967 — Лейпциг Штаатсопер, балетмейстер-постановщик Э. Кёлер-Рихтер
- 1968 — Саратовский театр оперы и балета, балетмейстер-постановщик Ашот Асатурян
- 1968 — Челябинский театр оперы и балета, балетмейстер-постановщик Л. В. Воскресенская, художник-постановщик В. М. Ваксман, дирижёр В. Г. Мнацаканов
- 1968 — Театр в Быдгоще (Польша), балетмейстер-постановщик Х. Миллер
- 1969 — Харьковский театр оперы и балета, балетмейстер-постановщик М. Арнаудова, Мехменэ Бану — Светлана Колыванова, Ферхад — Теодор Попеску
- 1969 — Туркменский театр оперы и балета, балетмейстер-постановщик К. Ниязов
- 1970 — Горьковский театр оперы и балета, балетмейстер-постановщик Л. Н. Флегматов
- 1970 — Тувинский музыкально-драматический театр, балетмейстер-постановщик К. Сагды
- 1971 — Свердловский театр оперы и балета, балетмейстер-постановщик Ашот Асатурян
- 1971 — Донецкий театр оперы и балета, балетмейстер-постановщик Т. К. Дусметов
- 1971 — Софийская народная опера, балетмейстер-постановщик П. Луканов, художник-постановщик Иван Савов
- 1971 — Киргизский театр оперы и балета, балетмейстер-постановщик С. Д. Абдужалилов
- 1971 — Театр в Хальберштадте (Германия), балетмейстер-постановщик Э. Курцвег
- 1971 — Театр в Плауэне (Германия), балетмейстер-постановщик Р. Титце
- 1973 — Театр в Гере (Германия), балетмейстер-постановщик Х. Кречман
- 1975 — Театр в Скопье (Югославия), балетмейстер-постановщик Анатолий Шикеро
- 1975 — Мекленбургский государственный театр в Шверине (Германия), балетмейстер-постановщик У. Вантке
- 1979 — Днепропетровский театр оперы и балета, балетмейстер-постановщик Людмила Воскресенская
- 15 октября 1999 — Иркутский музыкальный театр, балетмейстер-постановщик Юрий Надейкин, художник-постановщик В. Бурдуковский, художник по костюмам Н. Машарина, дирижёр-постановщик Николай Сильвестров

## Экранизации балета
- 1969 — «Легенда о любви», в ролях — Никита Долгушин, Инна Зубковская, Марина Кондратьева
- 1989 — «Легенда о любви», в ролях — Ирек Мухамедов, Мария Былова, Алла Михальченко, Гедиминас Таранда
- 1989 — «Легенда о любви», в ролях — Наталия Бессмертнова, Александр Богатырёв